# Chicomecoatl

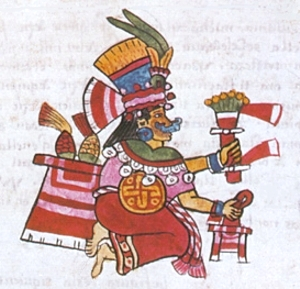
Xilonen no códice Maglabecchiano do século XV d.C.

Chicomecóatl, em náuatle "Sete-serpentes", a deusa asteca da subsistência, em especial do milho, principal padroeira da vegetação e, por extensão, deusa também da fertilidade. Chicomecoatl era a parte feminina de Centeotl.
Era chamada também de Xilonen ("A peluda"), referindo-se às barbas do milho em vagem, ao ser considerada "Jovem Mãe do milho macio" ou jilote; era assim protetora de uma das fases do ciclo do milho. Xilonen também podia ser chamada Centeocíhatl e fora casada com Tezcatlipoca
Outra forma associada a Chicomecoatl é Ilamatecuhtli ("A senhora da saia velha"), a maçaroca madura, coberta por folhas enrugadas e amarelentas.

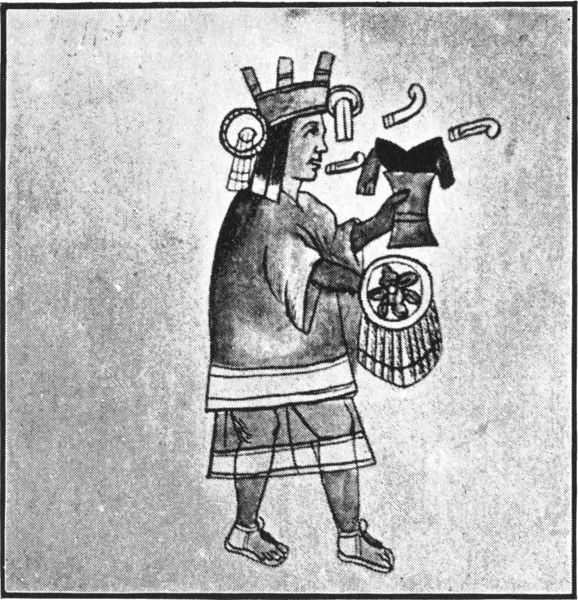
Outra representação numa imagem do Rig Veda Americano (1890), um livro de literatura indígena americana.

## Culto
O culto a Chicomecoatl, Sobretudo durante o período cultural meio, o seu culto centrava-se no mês Huei Tozoztli ("do jejum prolongado") que se situa em setembro.
Então os altares das casas eram enfeitados com plantas de milho e nos templos bendiziam-se as suas sementes, enquanto lhe era oferecida em sacrifício uma garota decapitada que representava a deusa, cujo sangue era vertido sobre uma estátua de Chicomecoatl, enquanto com a sua pele, uma vez esfolada, se vestia um sacerdote.
Por outro lado, Xilonen também recebia sacrifícios humanos a 24 de junho para conseguir uma colheita abundante.

## Representação
Nos códices astecas tinha pintados de vermelho corpo e rosto e com os atributos de Chalchiuhtlicue, como o seu tocado (uma espécie de mitra de papel) e pequenas linhas sobre as suas bochechas.
Nas esculturas leva em cada mão uma dupla maçaroca de milho.
Outras representações são:
- Uma garota portando flores aquáticas.
- Uma mulher cujo abraço causa a morte segura.
- Uma mãe que leva às costas o sol como proteção.